# Li Jingliang
Li Jingliang, (kinesiska: 李景亮) född 20 mars 1988 i Xinjiang, är en kinesisk MMA-utövare som sedan 2014 tävlar i organisationen Ultimate Fighting Championship.